# Остинато
Остинато (італ. ostinato, від лат. obstinatus — завзятий, впертий) — прийом, заснований на багаторазовому повторенні в музичному творі будь-якої мелодичної або ритмічної фігури, гармонійного обороту, окремого звуку. Також п'єса, написана з використанням такого прийому. Поєднуючись з вільним розвитком в інших голосах, виконує важливу формотворчу роль. 

### Остинато у музицісередньовіччятаренесансу
Остинатна техніка була відома з XIII століття (хоча сам термін виник лише в XVIII столітті) і була поширена в вокальних поліфонічних творах композиторів нідерландської школи XV—XVI століть. Різновидом мелодичного остинато вважають техніку cantus firmus у творчості цих та інших композиторів-поліфоністів XV―XVI століть, серед яких Жоскен Депре, Філіп де Витри, Гійом де Машо, Джон Данстейбл.
Із розвитком інструментальної музики в XVI ст., в Італії та Іспанії з’явилися гармонійні моделі – пассамеццо, романеска, фолія, руджеро, які поширилися у різних танцювальних, пісенних, імпровізаційно-варіаційних жанрах.  

### Остинатні варіації

#### Варіації basso ostinato
Пізніше, на зміну гармонійних моделей остинато приходить бас і виникають інші музичні форми – варіаціїна остинатний бас (basso ostinato). Виникнувши в XVI ст. вони досягли свого розквіту в епоху бароко XVII—XVIII ст..
У варіаціях на витриманий бас відбилися суттєві риси художнього стилю цієї епохи, величність змісту, яка часто втілюється грандіозністю форм. Один з головних проявів поліфонічності в варіаціях basso ostinato – це конструктивна автономія верхніх голосів відносно до басу. Остинатному басу може протистояти не тільки  поліфонічна, але і гомофонна тканина, як фігураційна так і акордова. У хроматичній темі «Crusifixus» з Меси h-moll  Йоганна Себастьяна Баха немає жодного звуку, що зберігає незмінне значення, кожен звук теми може бути витлумачений по-різному. 
При варіюванні, бас, повторюючись в точності, відчуває вплив з боку верхніх голосів. У Пасакалії соль-мінор  Ґеорґа Фрідріха Генделя бас втягується в загальний рух тканини, підкоряється ритму верхніх голосів.

#### Остинатні варіації у музицікласицизмуіромантизму
У XVIII столітті під впливом глибоких суспільних зрушень створювався новий світ образів. Тому неминучі були зміни і в формі, і в області музичної мови. Поліфонія більшою чи меншою мірою увійшла «всередину» нового гомофонного стилю. Мелодія не повинна була відчувати утисків з боку головного баса. У творчості  віденських класиків остинатний бас зустрічається або в невеликих епізодах, або в унікальних зразках. Наприклад: кода увертюри «Егмонт», коди I частини 7-ї симфонії і 9-ї симфонії Людвіга ван Бетховена. 
Остинатний бас, після довгої «паузи» в XVIII столітті, найбільш масштабно представлений у творчості композиторів XIX століття: «Варіаціях на тему Баха» Ференца Ліста  і в фіналі 4-ї симфонії Йоганнеса Брамса.

#### Варіації soprano ostinato
До цього ж часу відноситься формування варіацій на витриману мелодію – сопрано. Формуванню soprano ostinato сприяли такі попередники як cantus firmus, куплетна народна пісня, а з іншого боку – строгі і вільні варіації професійної музики. Незмінність гармонійної основи і опорних точок мелодії в строгих варіаціях теж представляє свого роду остинатність, але не відкриту, а приховану. 
Сопрано-остинатні епізоди – але не це цілі твори – можна знайти і у Людвіга ван Бетховена (побічна партія 6-ї симфонії, серія варіацій теми радості з фіналу 9-ї симфонії та ін.). Справжній ж початок і розквіт остинатни мелодійних варіацій поклав  Михайло Глінка, що дозволило назвати цей тип його ім'ям («глинківські варіації»). Крім «Камаринской» можна відмітити «Турецький танець», «Перський хор» з опери «Руслан і Людмила».
Сопрано остинато на відміну від basso ostinato передбачає проведення незмінної теми в верхніх голосах при варіюванні супроводу. Фактурне варіювання відбувається шляхом введення: 1) поліфонічних прийомів (протискладення, підголоски, імітації); 2) різних видів гармонійних фігурацій; 3) тембрового варіювання; 4) гармонійного варіювання. 
Глінківські традиції були розвинені в багатьох оперних і інструментальних творах російських композиторів, в збірниках народних пісень (обробки Милія Балакірєва,  Миколи Римського-Корсакова, Анатолія Лядова); з числа західноєвропейських композиторів – в творчості Едварда Гріга.
У XX столітті до типу остинатних варіацій зверталися Моріс Равель, Арнольд Шенберґ, Альбан Берг, Пауль Гіндеміт, Артур Онеґґер, Дмитро Шостакович. Видатними прикладами суворої остинатності великого плану є «Болеро» Моріса Равеля і «Епізод нашестя» з  7-ї симфонії Дмитра Шостаковича.

### Остинато у сучасній музиці
У сучасній музиці остинато набуває особливого значення. 
У джазі широко використовується вид мелодійного остинато, який отримав назву риф. 
У рок- і метал-музиці рифи є одним із важливіших складових форми. Гітарні рифи, також виконуванні електроорганом і синтезатором, привабливі і добре організовані, стали характерною рисою хадр-року, хеві-металу і широко представлені у творчості груп Deep Purple, Led Zeppelin , Judas Priest, Metallica. Один з найвідоміших рифів рок-музики – Deep Purple – «Smoke on the Water».
Окрім цього, у багатьох напрямках сучасної музики використовується ритмічне остинато – повторюваний ритм в ударних інструментів. Різновидом ритмічного  остинато є також повторювані ритмічні рисунки при різній гармонії і мелодії у інструментів ритм групи (бас-гітара, ритм-гітара, ударні інструменти). Вони виконують важливу роль у багатьох популярних піснях сьогодні.
Постійно повторювана гармонія – гармонійне остинато – отримала застосування у джазі, попмузиці, електронній музиці. У творах цих напрямів, як і у варіаціях basso osinato, може будуватися ціла композиція. Пісня «Get Lucky» дуету Daft Punk, побудована на гармонійному остинато, яке постійно оновлюється завдяки мелодійному розвитку, ритму і тембрам.